# Jean Grellier
Pour les articles homonymes, voir Grellier.
Jean Grellier, né le 17 mai 1947 à Moncoutant (Deux-Sèvres), est un homme politique français. Il est député PS des Deux-Sèvres de 2007 à 2017, vice-président de la Commission des affaires économiques de l'Assemblée nationale, vice-président de la Région Poitou-Charentes (2004-2007) et maire de Cerizay (1983-2008). 

## Biographie
Jean Grellier entame sa carrière professionnelle dans le monde agricole, comme aide familial dans l'exploitation agricole de son père à l'Églaudière de Moncoutant, puis animateur au centre des jeunes agriculteurs de Charente-Maritime, et responsable de zone au sein d’une coopérative agricole, la CAVAC. Il sera responsable de secteur à la CAVAC pendant 20 ans.
Il dirige ensuite une société de transport de voyageurs, la SCODEC, entre 1993 et 2004. La SCODEC a un statut de SCOP, ce qui signifie que l'équipe dirigeante et les salariés doivent se concerter, et que les employés participent activement à la vie de l'entreprise. Jean Grellier fait valoir ses droits à la retraite le 1er juin 2005.
Il obtient son premier mandat électoral en 1976, à moins de 30 ans, en étant élu au conseil municipal de Cerizay. Dès les élections suivantes, en 1983, il est élu maire de Cerizay, sous l'étiquette du Parti socialiste, alors que la ville n'est pas traditionnellement de gauche et que ces élections sont très défavorables au PS au niveau national (seule Édith Cresson fait basculer à gauche une ville de plus de 30 000 habitants). La ville accueille l'entreprise Heuliez, constructeur automobile (certaines années le 4e plus gros constructeur français), et la vitalité de la société aide au développement de Cerizay. Jean Grellier mène une politique d'ouverture envers les ouvriers portugais venus nombreux à Heuliez, via notamment la création de conseils représentatifs. Il est réélu, souvent au premier tour, en 1989, 1995 et 2001. Il ne se représente pas en 2008, ne voulant pas cumuler les mandats et voulant se consacrer à sa fonction de député. Lui succède alors à la mairie Johnny Brosseau.
Fort de son mandat municipal, il accède à la vice-présidence de la Communauté de communes Delta-Sèvre-Argent en 1993 et à la présidence du Syndicat du Val de Loire en 1995. Il conserve ces deux mandats sans discontinuer jusqu'en 2008.
Il est candidat en mai 2004 aux élections régionales. Il se situe en deuxième position sur la liste Deux-Sèvres, derrière Ségolène Royal. La liste est cette année-là la mieux élue de toute la France. Il devient vice-président de la Région, chargé du développement économique et de l’emploi. Lors de la campagne présidentielle de 2007, Ségolène Royal étant absente de la Région, il en assure la présidence collective de facto avec les autres vice-présidents.
Après un échec aux législatives de 2002, il se représente en 2007. Alors qu'il a accusé 9 points de retard au premier tour, il remporte ces élections le 17 juin devant le député sortant Dominique Paillé (UMP) avec 51,41 % des suffrages exprimés. Il abandonne dès lors son mandat régional. En mai 2012, il annonce son intention de se représenter dans la même circonscription. Après avoir obtenu 48 % des voix dès le premier tour face à 11 candidats, il est élu face à Philippe Mouiller (UMP) - maire de Moncoutant) avec 58 % des suffrages. Considérant qu'un élu devrait se limiter à deux mandats consécutifs, il ne se représente pas en 2017.

## Polémique
Jean Grellier fait partie d'une vingtaine de députés mis en cause par l'association Pour une démocratie directe pour avoir acheté leur permanence parlementaire en utilisant leur indemnité représentative de frais de mandat (IRFM). Il a en effet acquis sa permanence en 2008 grâce à un prêt de l'Assemblée nationale que sont indemnité lui a permis de rembourser à hauteur de 600 euros par mois. Jean Grellier déclare ne pas savoir ce qu'il fera de la permanence à la fin de son mandat, mais affirme qu'il n'a pas l'intention de faire une plus-value, ajoutant qu'il « préférerait que les choses soient claires (...). Il pourrait y avoir un local public dans chaque circonscription, ou une interdiction d'acheter sa permanence. ».

## Détail des fonctions et des mandats
Mandats et fonctions locales
- 14 mars 1977 - 13 mars 1983 : conseiller municipal de Cerizay
- 14 mars 1983 - 16 mars 2008 : maire de Cerizay
- 1er janvier 1993 - 16 mars 2008 : premier vice-président de la communauté de communes Delta-Sèvre-Argent

Mandats et fonctions régionales
- 21 mars 1986 - 15 mars 1998 : conseiller régional de Poitou-Charentes
- 1er mars 2004 - 3 juillet 2007 : conseiller régional de Poitou-Charentes et vice-président chargé des questions économiques

Mandats parlementaires
- 20 juin 2007 - 19 juin 2012 : député de la 4e circonscription des Deux-Sèvres
- 19 juin 2012 - 20 juin 2017 : député de la 3e circonscription des Deux-Sèvres